# Chusquea spencei
Chusquea spencei là một loài thực vật có hoa trong họ Hòa thảo. Loài này được Ernst mô tả khoa học đầu tiên năm 1872.